# Natalio Lorenzo Poquet
Natalio Lorenzo Poquet (bardziej znany jako Natalio, ur. 18 września 1984 roku w Walencji) – hiszpański piłkarz, grający aktualnie w UE Llagostera. Natalio gra na pozycji napastnika.
Swoją karierę rozpoczął w juniorskim zespole Valencii. Następnie, w sezonie 2003/2004 przeszedł do Pego CF. W kolejnym sezonie Natalio przeniósł się do Vila-Joiosa CF. W 2005 roku podpisał on kontrakt z CD Castellón, skąd został wypożyczony do FC Cartagena i w 2006 roku powrócił do Castellónu. W 2007 roku Natalio Lorenzo Poquet zaczął grać w barwach klubu z Primera División - UD Almería. Z Almerii był wypożyczany do Cádizu CF, Córdoby CF, a następnie do Realu Murcia. W 2010 roku odszedł do CD Tenerife.